# Маятник (альпинизм)
Маятник — технический приём траверсирования в альпинизме, когда работающий на верёвке отклоняется от вертикали для преодоления сложных участков стены.
Свободный маятник — техника, когда альпинист отклоняется от вертикали и либо не задерживается в отклонённом положении, либо удерживается только с помощью рук и ног.
Фиксированный маятник — техника, когда альпинист отклоняется от вертикали и фиксирует себя в таком положении с помощью оттяжек. Фиксированный маятник — необходим, когда в положении отклонения необходимо выполнять достаточно длительные работы: ремонтные, монтажные, любые другие.
Маятник часто является обязательным элементом на скалолазных соревнованиях. Маятник необходимо выполнять в каске, так как существует риск удара о стену при неправильном выполнении.

## В кино
Яркий пример альпинистского маятника был показан в фильме Хроники Риддика.